# 艾哈迈德·巴沙特
艾哈迈德·巴沙特（阿拉伯语：أحمد با مسعود，1995年11月22日—）是沙特阿拉伯的职业足球运动员，司职后卫。现效力于沙特阿拉伯职业足球联赛的艾費哈，也代表沙特阿拉伯国家足球队。

## 荣誉
艾費哈
- 沙特國王盃冠军：2021–22

伊蒂哈德
- 沙特阿拉伯职业足球联赛冠军：2022-23
- 沙特超级盃冠军：2022